# Armand Cabasson
Pour les articles homonymes, voir Cabasson.
Armand Cabasson, né le 26 novembre 1970 à Montpellier, est psychiatre et écrivain français de roman policier historique, de littérature générale, de fantastique et de fantasy.

## Biographie
Descendant du médecin-major Jean-Quenin Brémond, qu'il met en scène dans ses récits policiers historiques, Armand Cabasson exerce au quotidien la profession de psychiatre. Il se consacre beaucoup aux enfants et aux adolescents en difficulté.
Côté plume, il publie en 1998, sous le pseudonyme de Jack Ayston, un premier thriller intitulé Un monde hostile, où un paranoïaque mégalomane en proie au délire décide d'abattre tous ceux qu'il croit être ses ennemis.
Cabasson s'est particulièrement illustré dans le roman policier historique, où il transcrit notamment sa passion pour l'époque napoléonienne. En 2002, il crée ainsi un cycle romanesque, inauguré par le roman Les Proies de l'officier, où le capitaine humaniste Quentin Margont évoque ses grandes batailles et ses enquêtes. Cette série, traduite en anglais, est en cours de traduction en espagnol.
Armand Cabasson est également l'auteur de nombreuses nouvelles relevant de divers genres littéraires : fantastique, fantasy, gothique. Le recueil Loin à l'intérieur (2005) regroupe, avec dix-huit nouvelles, un échantillon représentatif de son art.
Côté psychiatrie, il est l'auteur de l'article Le Krav Maga thérapeutique, dans lequel il propose d'associer le krav maga (ou d'autres arts martiaux) à la prise en charge thérapeutique des personnes ayant été victimes d'agression. 

## Œuvre

### Romans

#### SérieQuentin Margont
Voir l'article détaillé Les Enquêtes de Quentin Margont
- Les Proies de l'officier, NiL Éditions, 2002Réédition chez 10/18, collection Grands Détectives no 3 754 Prix spécial de la Gendarmerie Nationale en 2003 Publié en anglais sous le titre The Officer's Prey (Gallic Book Publ.)
- Chasse au loup, 10/18, collection « Grands Détectives » no 3 755, 2005 Prix de la Fondation Napoléon 2005 (catégorie œuvres de fiction) Publié en anglais sous le titre Wolf Hunt (Gallic Book Publ.)
- La Mémoire des flammes, 10/18, collection « Grands Détectives » no 3 883, 2006 Publié en anglais sous le titre Memory of Flames (Gallic Book Publ.)

#### Autres romans
- Un monde hostile, Éditions Largo, 1997 (sous le nom de Jack Ayston)
- La Dame des MacEnnen, Éditions Glyphe, 2008
- La Reine des mots, Éditions Flammarion, 2011
- Pour que tout change, Éditions Nestiveqnen, 2017
- Voyage thérapeutique, Éditions Librinova, 2021
- Les Furieuses, Éditions 10/18, collection Thrillers historiques, 2024

### Recueils de nouvelles
- Loin à l'intérieur, Éditions de l'Oxymore coll. « Épreuves » no 6, 2005 Prix Littré 2006
- Le Poisson bleu nuit, Éditions Nuit d'avril Prix Charles Brisset 2007
- Par l'épée et le sabre, Éditions Thierry Magnier, 2007
- Noir américain, Éditions Thierry Magnier, 2008 Genre : Noir. Contient dix nouvelles : Jenny et Grapp le monstre, La Chute du monde moderne, Faire boire le désert, Voix nocturnes, L'Exquise Beauté des cafards, J'aurais voulu être du FBI, Le Grand Méchant Loup, Le Sabre de Shiloh, Démons et Revenants, Loin à l'intérieur, là où moi seul peux aller. Quand le rêve américain tourne au cauchemar, c'est tout le monde moderne qui vacille. En dix nouvelles a suspense, passant du pur thriller au pur psychologique, ce recueil coup de poing trace un portrait au vitriol d'une Amérique qui part en roue libre. Tueurs à la recherche de rédemption, policiers en déroute, prisonnier hantes par leurs démons intérieurs. Noir américain est un recueil de récits noirs, très noirs, qui feront date en littérature policière.
- La Chasse Sauvage du Colonel Rels, Éditions ActuSF

### Nouvelles
Bibliographie partielle
- De Morte et de Mortis Dementia, 2002in La Mort… ses Vies, Léa Silhol dir., Éditions de l'Oxymore (coll. Emblèmes no 7)
- Le Ruban noir, 2003in Hauteurs no 10
- Pasteur Jessy Janson, 2003in Encres Vagabondes no 28
- Nuit au Honnô-ji, 2003in Faeries no 10, Éditions Nestiveqnen
- Saga de Fridjork, celui a rencontré, 2003in Histoire Médiévale
- Pitié pour les cafards, 2003in L'Ours Polar
- Jenny et Grapp le Monstre, 2003in Chimères, 15 récits d'animaux fabuleux, N. Giordano dir., Éditions de l'Oxymore (coll. Emblémythiques no 4)
- Dragons, Renards et Papillons, 2003in SF Magazine & in le recueil de nouvelles Par l'épée et le sabre, Éditions Thierry MagnierPrix Graham Masterton 2003 de la Meilleure Nouvelle Fantastique Francophone
- Art, 2004in Les Fées, Léa Silhol dir., Éditions de l'Oxymore (coll. Emblèmes no HS2)
- Vide intérieur, 2004in Polar, Sire Cédric dir., Éditions de l'Oxymore (coll. Emblèmes no 12)
- La Bataille des plaines de Joorf, 2004in Faeries no 14, Éditions Nestiveqnen
- La Marche folle, 2004in Histoire Médiévale no 50
- Le Grand Bestiaire de Sallness, 2004in Histoire Médiévale no 52 & no 53
- Le Prince Galeazzo de Carona, 2004in Histoire Médiévale no 55
- La Maison de papier verte, 2004in Urgence Pratique no 64
- Bethums, 2004in Science-Fiction magazine no 41, Paris
- Fille d'Elfe, 2005in Elegy no 34
- Serpent-Bélier, 2009in Rois et Capitaines, Stéphanie Nicot dir., Éditions Mnémos

### Articles de Psychiatrie
Le Krav Maga thérapeutique, 2021

## Sources
- Claude Mesplède (dir.), Dictionnaire des littératures policières, vol. 1 : A - I, Nantes, Joseph K, coll. « Temps noir », 2007, 1 054 (ISBN 978-2-910686-44-4, OCLC 315873251, BNF 41162075), p. 335.